# Travassós (Vila Verde)
Travassós ist ein Ort und eine ehemalige Gemeinde (Freguesia) im Norden Portugals.
Travassós gehört zum Kreis Vila Verde im Distrikt Braga. Die Gemeinde hatte eine Fläche von 1,01 km² und 218 Einwohner (Stand 30. Juni 2011).
Am 29. September 2013 wurden die Gemeinden Travassós, Esqueiros und Nevogilde zur neuen Gemeinde União das Freguesias de Esqueiros, Nevogilde e Travassós zusammengeschlossen.